# Вулиця Братів Чучупаків (Київ)
Ву́лиця Браті́в Чучупакі́в — вулиця в Голосіївському районі міста Києва, місцевість Голосіїв. Пролягає від вулиці Академіка Книшова до Холодноярської вулиці.

## Історія
Виникла на початку 50-х років XX століття під назвою 779-та Нова. Мала назву Смольна з 1953 року.
Сучасна назва — з жовтня 2022 року, на честь військових та громадських діячів часів УНР, отаманів Холодноярської республіки братів Василя, Олекси та Петра Чучупаків.